# Joe Musashi
Joe Musashi (ジョー・ムサシ, Jō Musashi) é um personagem de jogo e herói principal da série de jogos eletrônicos Shinobi da Sega, introduzida pela primeira vez em 1987. O personagem alcançou grande popularidade no final dos anos 80 e início dos anos 90, quando foi usado como um dos personagens mascotes da Sega. Durante este tempo, ele foi escalado como o protagonista do jogo de arcade original, Shinobi, bem como as sequências para Mega Drive The Revenge of Shinobi e Shinobi III: Return of the Ninja Master, também estrelou dois títulos de Game Gear. O jogo de Mega Drive Shadow Dancer: The Secret of Shinobi também estrelou Joe Musashi em seu lançamento no exterior, embora o personagem tenha sido originalmente escrito para ser seu filho distante na versão japonesa. Em títulos mais recentes de Shinobi, ele aparece como um personagem desbloqueável no Shinobi de 2002 e seu sucessor Nightshade e em Shinobi 3D, que estrela seu pai Jiro.

## Aparições
Joe Musashi é o protagonista de Shinobi (1987), The Revenge of Shinobi (1989), The G.G. Shinobi (1991), The G.G. Shinobi II: The Silent Fury (1992) e Shinobi III: Return of the Ninja Master (1993), o segundo no qual apresentou sua noiva Naoko (ナオコ). Musashi também aparece como um personagem jogável desbloqueável na versão de 2002 de Shinobi para o PlayStation 2, e na sua sequência de 2003 Nightshade (Kunoichi no Japão), assim como em Shinobi 3DS de 2011 para o Nintendo 3DS. Suas principais armas na maioria dos jogos são shuriken ou kunai. Ele também tem a espada Hazy Moon (朧月, Oborotsugi), que ele é capaz de carregar com um poderoso ataque especial, e conhece várias técnicas e magias de habilidade ninjitsu.
Fora dos videogames de Shinobi, Joe Musashi é um personagem jogável no jogo de corrida Sonic & All-Stars Racing Transformed, onde ele monta um quadriciclo e é capaz de lançar bolas de fogo, e apareceu na Sonic the Comic como o protagonista das histórias "The Dark Circle", "Fear Pavilion", "The Art of War", "Way of the Warrior" e "Power of the Elements". A compilação BGM da série Shinobi foi lançada pela Wave Master em 2009 como Shinobi Music Collection - Legend of Joe Musashi.
A identidade do protagonista em Shadow Dancer: The Secret of Shinobi (lançado em 1990) é diferente entre as versões. Na versão japonesa, os jogadores controlam Hayate (疾風), o filho distante de Joe Musashi nascido em 1977, que foi criado em Nova York por um instrutor de artes marciais chamado Dick C. Kato depois de ser separado de seus pais biológicos. Essa história de fundo foi descartada nas versões estrangeiras para tornar o próprio Joe Musashi como protagonista e ter Kato como um de seus jovens estudantes. O jogo arcade Shadow Dancer original de 1989 simplesmente estrelou um ninja sem nome, embora as várias conversões domésticas também lhe dessem identidades diferentes: o manual para os portes de computadores domésticos produzido pela U.S. Gold afirma que ele é Joe Musashi, enquanto a versão Master System o nomeia como Takashi na embalagem e manual e Fuma durante a sequência de atração do jogo. Outros parentes de Joe Musashi incluem seu neto e homônimo de The Cyber Shinobi e seu pai Jiro Musashi de Shinobi 3DS.

## Recepção
O personagem foi recebido e lembrado tão bem que ele continuou a ser frequentemente apresentado em top listas retrospectivas, mesmo muitos anos depois de ter estrelado em qualquer título. Como tal, ele foi incluído em muitas listas dos dez melhores personagens ninja de videogames, incluindo ser classificado como segundo pela CrunchGear em 2008, como quinto pela Unreality em 2009, como oitavo pelo ScrewAttack e segundo pelo PC World em 2010, como quinto pelo Machinima de Steve e Larson, sétimo pelo Cheat Code Central em 2011, e segundo pelo WatchMojo.com em 2013. Incluindo-o na sua lista dos dez melhores, a Virgin Media chamou-o de "o ninja do videogame por excelência" dos primeiros dias dos videogames; enquanto de acordo com outra lista dos dez melhores da CraveOnline, "Joe Musashi é como o Jack Bauer dos ninjas". Ele também foi destaque pela PLAY de 2011 na lista dos dez melhores personagens ninja para os consoles PlayStation, com um comentário lamentando sua substituição no Shinobi de 2002 por "algum qualquer chamado Hotsuma", e classificado como o quarto ninja mais rápido pela Complex em 2012.
Em 2000, o editor de notícias da GameSpot, Shahed Ahmed, nomeou Joe Musashi como seu "inquestionável" personagem favorito de todos os tipos de videogame, acrescentando que foi a "mistura complexa de estilo sutil e fúria violenta que era tão atraente". Em 2004, a 1UP.com classificou Musashi como o ninja de videogame número um de todos os tempos, acrescentando: "Hotsuma, quem?". A GameDaily classificou-o como o segundo personagem da Sega em 2008, atrás apenas do carro-chefe da Sega, Sonic the Hedgehog, e em 2009 também listou "o ninja badass" como o quinto melhor arquétipo do videogame, citando Musashi como seu símbolo. Da mesma forma, incluindo-o na lista de 2004 de "dez melhores forças do bem", a Retro Gamer opinou que "ninjas são simplesmente legais, e Shinobi (também conhecido como Joe Musashi) é de longe o mais impressionante membro deste grupo de elite de assassinos". A Complex o incluiu como sexto no crossover "Capcom vs. Sega" de jogo de luta que eles mais gostariam de ver em 2012, imaginando Joe Musashi em confronto com Strider Hiryu da Capcom.
Sua popularidade, no entanto, foi reduzida devido a SEGA não incluí-lo em nenhum jogo recente desde seu último título, especialmente entre as novas gerações de jogadores. Em 2008, quando os leitores da IGN votaram em qual dos dois ninjas venceria em um concurso Hero Showdown, Joe Musashi ou Ryu Hayabusa da série Ninja Gaiden e Dead or Alive da Tecmo, Hayabusa venceu facilmente com 82% dos votos. Em 2010, GameSpot apresentou Musashi no artigo discutindo mascotes de jogos esquecidos, mas mesmo assim chamando-o de "um dos maiores ninjas de videogames de todos os tempos".